# Ronde van Slowakije 2012
De Ronde van Slowakije 2012 (Slowaaks: Okolo Slovenska 2012) was de 56e editie van deze meerdaagse etappekoers. De ronde begon op 5 juni en eindigde op 9 juni.

## Etappe-overzicht
| etappe | datum  | start             | finish            | afstand | winnaar            | klassementsleider |
| ------ | ------ | ----------------- | ----------------- | ------- | ------------------ | ----------------- |
| 1e     | 5 juni | Liptovský Mikuláš | Liptovský Mikuláš | 158 km  | Enrico Rossi       | Enrico Rossi      |
| 2e     | 6 juni | Liptovský Mikuláš | Čierny Váh        | 154 km  | Davide Rebellin    | Enrico Rossi      |
| 3e     | 7 juni | Lipotvský Hrádok  | Veľký Krtíš       | 185 km  | Werner Riebenbauer | Enrico Rossi      |
| 4e     | 8 juni | Dudince           | Bratislava        | 232 km  | Enrico Rossi       | Enrico Rossi      |
| 5e     | 9 juni | Bratislava        | Gabčíkovo         | 135 km  | Tomasz Smolen      | Enrico Rossi      |

## Eindklassement
| rang | renner                | land       | tijd        |
| ---- | --------------------- | ---------- | ----------- |
| 1    | Enrico Rossi          | Italië     | 20u 39' 55" |
| 2    | Alexander Prishpetniy | Rusland    | op 0'53"    |
| 3    | Davide Rebellin       | Italië     | op 3'30"    |
| 4    | Sergey Rudaskov       | Rusland    | op 3'37"    |
| 5    | Jan Hirt              | Tsjechië   | op 3'52"    |
| 6    | Riccardo Zoidl        | Oostenrijk | op 3'59"    |
| 7    | Maros Kovác           | Slowakije  | op 4'07"    |
| 8    | Stanislav Kozubek     | Tsjechië   | op 4'23"    |
| 9    | Stig Broeckx          | België     | op 4'26"    |
| 10   | Daniel Foder Holm     | Denemarken | op 4'29"    |
|      |                       |            |             |
| 51   | Luc Hagenaars         | Nederland  | op 7'43"    |

1954 · 1955 · 1956 · 1957 · 1958 · 1959 · 1960 · 1961 · 1962 · 1963 · 1964 · 1965 · 1966 · 1967 · 1968 · 1969 · 1970 · 1971 · 1972 · 1973 · 1974 · 1975 · 1976 · 1977 · 1978 · 1979 · 1980 · 1981 · 1982 · 1983 · 1984 · 1985 · 1986 · 1987 · 1988 · 1989 · 1990 · 1991 · 1992 · 1993 · 1994 · 1995 · 1996 · 1997 · 1998 · 1999 · 2000 · 2001 · 2002 · 2003 · 2004 · 2005 · 2006 · 2007 · 2008 · 2009 · 2010 · 2011 · 2012 · 2013 · 2014 · 2015 · 2016 · 2017 · 2018 · 2019 · 2020 · 2021 · 2022 · 2023 · 2024